# Atletica leggera ai Giochi della XVI Olimpiade - Maratona

Video della gara (film ufficiale dei Giochi)

La competizione della maratona di atletica leggera ai Giochi della XVI Olimpiade si è disputata il giorno 1º dicembre 1956 con partenza e arrivo al Melbourne Cricket Ground.

## Finale
È l'ultima occasione per la rivincita tra Emil Zátopek e Alain Mimoun, dopo i duelli del 1948 (10.000) e del 1952 (5000 e 10.000), andati tutti al ceco con l'algerino di Francia sempre al secondo posto. Mimoun, quasi trentaseienne, alla prima maratona ufficiale della sua carriera, controlla la gara in un clima quasi torrido. Balza in testa dopo 20 km e vince rifilando a Zátopek (sesto) 4'30" di distacco.
| Pos.    | Atleta                  | Età | Nazione          | Tempo Ufficiale |
| ------- | ----------------------- | --- | ---------------- | --------------- |
| Oro     | Alain Mimoun            | 35  | Francia          | 2h25'00"        |
| Argento | Franjo Mihalić          | 36  | Jugoslavia       | 2h26'32"        |
| Bronzo  | Veikko Karvonen         | 30  | Finlandia        | 2h27'47"        |
| 4       | Lee Chang-Hun           | 21  | Corea del Sud    | 2h28'45"        |
| 5       | Yoshiaki Kawashima      | 22  | Giappone         | 2h29'19"        |
| 6       | Emil Zátopek            | 34  | Cecoslovacchia   | 2h29'34"        |
| 7       | Ivan Filin              | 30  | Unione Sovietica | 2h30'37"        |
| 8       | Evert Nyberg            | 31  | Svezia           | 2h31'12"        |
| 9       | Thomas Nilsson          | 30  | Svezia           | 2h33'33"        |
| 10      | Eino Oksanen            | 25  | Finlandia        | 2h36'10"        |
| 11      | Arnold Vaide            | 30  | Svezia           | 2h36'21"        |
| 12      | Choi Chung-Sik          | 25  | Corea del Sud    | 2h36'53"        |
| 13      | Paavo Kotila            | 29  | Finlandia        | 2h38'59"        |
| 14      | Mercer Davies           | 31  | Sudafrica        | 2h39'48"        |
| 15      | Harry Hicks             | 31  | Gran Bretagna    | 2h39'55"        |
| 16      | Hideo Hamamura          | 24  | Giappone         | 2h40'53"        |
| 17      | Albert Richards         | 32  | Nuova Zelanda    | 2h41'34"        |
| 18      | John Russell            | 24  | Australia        | 2h41'44"        |
| 19      | Lothar Beckert          | 25  | Germania         | 2h42'10"        |
| 20      | Nick Costes             | 30  | Stati Uniti      | 2h42'20"        |
| 21      | Johnny Kelley           | 25  | Stati Uniti      | 2h43'40"        |
| 22      | Muhammad Havildar Aslam | 35  | Pakistan         | 2h44'33"        |
| 23      | Adolf Gruber            | 36  | Austria          | 2h46'20"        |
| 24      | Aurèle Vandendriessche  | 24  | Belgio           | 2h47'18"        |
| 25      | Keith Ollerenshaw       | 28  | Australia        | 2h48'12"        |
| 26      | Myitung Naw             | 22  | Birmania         | 2h49'32"        |
| 27      | Pavel Kantorek          | 26  | Cecoslovacchia   | 2h52'05"        |
| 28      | Kurt Hartung            | 31  | Germania         | 2h52'14"        |
| 29      | Bashay Feleke           |     | Etiopia          | 2h53'37"        |
| 30      | Abdul Rashid            | 28  | Pakistan         | 2h57'47"        |
| 31      | Kanuti Sum              |     | Kenya            | 2h58'42"        |
| 32      | Gebre Birkay            |     | Etiopia          | 2h58'49"        |
| 33      | Kurao Hiroshima         | 27  | Giappone         | 3h04'17"        |
| -       | Eduardo Fontecilla      | 27  | Cile             | Ritirato        |
| -       | Klaus Porbadnik         | 26  | Germania         | Rit.            |
| -       | Ali Baghbanbashi        | 32  | Iran             | Rit.            |
| -       | Frederick Norris        | 35  | Gran Bretagna    | Rit.            |
| -       | Leslie Perry            | 33  | Australia        | Rit.            |
| -       | Jan Barnard             | 27  | Sudafrica        | Rit.            |
| -       | Ron Clark               | 26  | Gran Bretagna    | Rit.            |
| -       | Boris Grišaëv           | 26  | Unione Sovietica | Rit.            |
| -       | Albert Ivanov           | 25  | Unione Sovietica | Rit.            |
| -       | Giuseppe Lavelli        | 28  | Italia           | Rit.            |
| -       | Im Hwa-Dong             |     | Corea del Sud    | Rit.            |
| -       | Juan Silva              | 26  | Cile             | Rit.            |
| -       | Dean Thackwray          | 23  | Stati Uniti      | Rit.            |